# Leonar3do

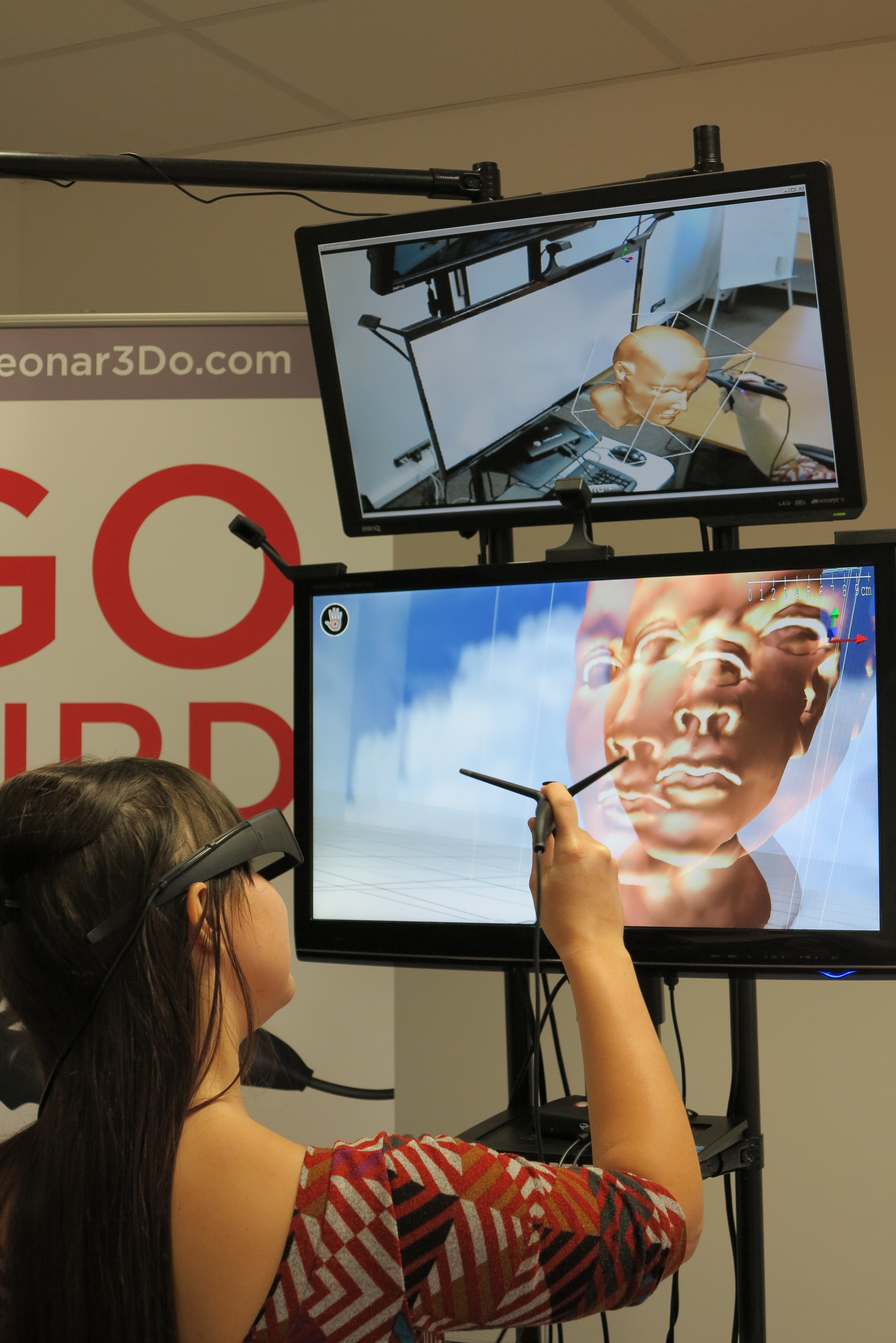
LeoCapture en uso.

El Leonar3Do es una plataforma integrada de software y hardware, la cual puede crear un entorno de realidad virtual (VR: en: realidad Virtual). Con la ayuda de esta plataforma se pueden crear objetos tridimensionales que pueden ser modificados y analizados. Agregando el sistema Leonar3Do a un ordenador personal se logra la transformación de un ordenador simple a un ambiente de trabajo completamente en 3D interactivoDániel Rátaifue el inventor de estos productos,  la plataforma de Leonar3Do y sus soluciones, y es el fundador de la empresa Leonar3Do International Inc. (anteriormente: 3D For All Ltd, fundada 2005) desarrolladora y distribuidora.

## La estructura de la operación
Componentes principales del hardware de Leonar3Do: un dispositivo de seis grados de libertad, herramienta de entradaespacial (en lugar de ratón: "el ave". Este dispositivo tiene dos botones, un botón pequeño y uno más grande los cuales son sensibles a la presión que se genera sobre ellos, el dispositivo emite vibraciones para poder sentir cuando se contacte con un objeto), unas gafas 3D, unos sensores que deben colocarse en la parte superior del monitor,  y un unidad central. Los seis grados de libertad en la práctica significan que el ave no es sólo para atrapar y mover los objetos virtuales, sino también permite rotarlos simultáneamente.
Para detectar el posición usamos sensores basados en la detección lineal, las gafas 3D tienen integradasunos detectores de seguimiento de posición de la cabeza. Dentro de las gafastambién tienen incorporados unos LEDs infrarrojos, por lo que el software es constantemente consciente de la posición exacta de los ojos. Los tres sensores deben montarse en la parte superior del monitor, los cuales realizan un seguimiento de posición del ave y de las gafas simultáneamente., Mediante la unidad central se pasa la información al ordenador donde viene instalado el software de Leonar3Do, lugardonde se interpreta dicha información y como resultado, podemos ver el interior del objeto, desplazarse por todo su alrededor, abajo, arriba y así sucesivamente; siempre se verá el objeto con una perspectiva natural, como se ven los objetos reales.
De acuerdo con la información procesada de las aplicaciones, es creada una realidad virtual y una visualización en el espacio. La aplicación tiene una interfaz de programación completa (ver a continuación: SDK), con la cual se pueden hacer desarrollos, utilizando los lenguajes conocidos de programación

## Las variaciones de Leonar3Do, accesorios
La Leonar3Do internacional, basándose en la tecnología, desarrolla y distribuyeunaampliagama de soluciones y aplicaciones de software.

### Leonar3Do Kit de hardware
El paquete básico incluye los siguientes elementos:
- Unidad central de procesamiento
- Gafas 3D
- marcador de 6 grados de libertad (ave)
- paquete de sensores (de 3 piezas: derecha, izquierda, centro)
- Control de video analógico (AVC)
- Controlador de vídeo digital (DVC)

DVD software de Leonar3Do y con el manual de instrucciones

### Soluciones para la industria (paquetes únicos, específicas de la industria)
- Vimensio: Esta solución se basa en la plataforma Leonar3Do, enfocada al área educativa. Utilizando simulaciones 3D y espacios interactivos, puede crear aplicaciones con 3DVR. Incluye las herramientas de hardware de realidad virtual de Leonar3Do y software educativo el Vimensio. Con el Vimensio se pueden aplicar el pensamiento tridimensional y ayuda comunicar mejor en el área.[6]
- Leonar3Do for 3D Designers and Artists: Parte de la solución de hardware (kit), incluye los softwares del LeoWorld y el de LeoBrush (para más detalles véase abajo "Aplicaciones de Software"). El software en tiempo real visualiza el objeto diseñado, y señala como los polígonos cambian. El software de Leonar3Do incluye la interfaz de desarrollo de que permite hacer modelado y animación; permite integrar algoritmos en tiempo real (por ejemplo, física, gravedad).[7] Leonar3Do ha desarrollado un Autodesk Maya plug-in  para diseñadores gráficos y creadores de arte para poder hacer diseños y modelado en realidad virtual 3D de una forma más intuitiva e interactiva. La tecnología y el "Ave" permiten la manipulación y los cambios finos de vértice y polígono en 3DRV. Además tiene una interfaz para BOX MODELING que sirve para el modelado de personajes con construcción en el espacio.
- LeoConf: LeoConf es la versión multiusuario de Leonar3Do. Eso significa en la práctica, lo que ve el usuario de Leonar3Do, crea y visualiza en el espacio, donde los espectadores pueden ver lo mismo en tiempo real con un sistema de proyección 3D. Todo lo que se hace, los espectadores lo ven como en un cine3D. LeoConf tiene varias funciones no sólo para conferencias, sino también se puede usar para comunicación en 3D, tutoriales, presentaciones, lecciones,… la cual puede llegar a cientos de participantes como espectadores.[8][9]
- SDK (Software Development Kit): Paquete de desarrollo de la aplicación, que permite al usuario hacer su propio desarrollo de aplicaciones en C++ y OpenGL.

El paquete Leonar3Do contienelosdispositivos de hardware, software SDK, ejemplos de fuentes de código, documentación y apoyo de desarrollador por 1 año.

### Aplicaciones de software
Para el uso de las aplicaciones de software, el usuario debe tener el Kit de Leonar3Do Professional Edition, o el kit de Vimensio, incluyendo los elementos de hardware y el System Software y un monitor 3D.
- LeoWorld:Se trata de un software de realidad virtual 3D que sirve para modelado y animación. Optimalización de polígonos en tiempo real, que permite cambiar las condiciones del luz en 3D, también permite colorear. El software da la opción al usuario de agregar propiedades físicas al objeto (gravedad variable, masa, capacidad buffer, rebote, etc.), puede crear animaciones en 3D y exportarlos en formato de vídeo.
- LeoCapture: Este software permite grabar el proceso llevado a cabopor el usuario en el espacio de 3DVR y reproducir  (también es posible en tiempo real) en 2D (sin necesidad de cámara 3D u otras herramientas de 3D).
- LeoBrush: El monitor desempeña la función de un lienzo (2D), en cual el “Ave” se puede utilizar como unspray de pintura (3D).
- LeoGomoku: juego de realidad virtual 3D. Ameba en el espacio de 3DVR.
- LeoBang: juego de realidad virtual 3D. En varias pistas virtuales donde se deben romper las barreras con un bate.
- SDK (Software Development Kit) Software: software para desarrollar aplicaciones,  la cual es parte de la interfaz (API), también de la documentación e incluyen ejemplos de códigos fuente.
- Maya plugin (plugin 3D para deAutodesk Maya): Un plugin 3D para el software de AutoDesk Maya, que permite utilizar más rápido ciertos flujos de trabajo en el software de Autodesk Maya. El Plugin permite que veamos el objeto en producción en 3D sin render en tiempo real. Podemos realizar cambios finos en el vértice, en los polígonos y en las superficies, también es posible hacer construcción de personaje en el espacio BOX MODELING.
- Unity game engineplugin: Un plugin desarrollado para software Unity, con su ayuda puede crear juegos propios de realidad virtual 3D.
- Software de Vimensio:  Es una aplicación que se basa en la plataforma de Leonar3Do, enfocada al área educativa. Permite puede crear espacios 3DVR (realidad virtual 3D), simulaciones interactivos, crear aplicaciones para el usuario. Vimensio valida los beneficios del pensamiento y comunicación tridimensional en el áreaeducativa.[12]

### Servicios
Leonar3Do da asistencia personalizada y consultas de desarrollo.

## Historia
A Daniel desde pequeño le interesaba el 3D y como podría dibujar en el aire. Esta motivación interna le llevó a la preparación del predecesor del Leonar3Do de hoy, con el cual participó y ganó el segundo premio en su preparatoria en el 2004. En 2005 la Asociación Húngara para la Innovación le pidió a Daniel que representase a nuestro país en el concurso internacional de jóvenes inventores en los Estados Unidos. Dani regresó a casa con un total de seis premios (ver arriba). En septiembre de 2005, registra su empresa con nombre de 3D For All Ltd. Para el año 2006 forma el equipo de desarrollo. En 2007 le da una vuelta al concepto de desarrollo,  mientras que en el pasado han intentado encontrar las aplicaciones correctas las cuales pueden venderse al instante, a continuación se convirtió en el principal objetivo hacer un hardware propio, para 2009 logran desarrollar la tecnología de fabricación y terminan el primer prototipo del producto actual. En el verano de ese año, encontró socios para su posterior fabricación.En 2011 se muda la empresa a Talentis Business Park,  adquirió oficinas que cumplían todos los requisitos para iniciar las ventas internacionales y seguir con el desarrollo de hardware y software. En 2012  las oficinas estaban en la Calle Király en Budapest.

## Premios y reconocimientos
- 2005: International Science and Engineering Fair (Arizona, Phoenix May 2005, Intel–ISEF)

En el evento Dániel Rátai padre inventor de Leonar3Do, hoy de Leonar3Do International Ltd. (anteriormente: 3D For All Ltd) es uno de los fundadores gracias a su invento, recibió los siguientes premios:
1. Computer Science FirstAward (1.er premio en la categoría de Ciencias de la computación)
2. Best of CategoryAward (Premioalmejor de la categoría)
3. Intel FoundationAchievementAward(1.er premio)
4. Premio de laIEEE Computer Society
5. Patent and Trademark Office Society (1.er premio)
6. SeaborgSIYSSAward(participación en la ceremonia de entrega de premios Nobel, en diciembre de 2005).

En el mismo ano el Laboratorio de MIT Lincoln se nombra un planetoide con el nombre de Dániel.

- Primavera de 2008: Dánel recibió premio de “Márciusi Ifjak” del Presidente de Hungría por sus logros, innovadoras

Septiembre: The Tech Award (San José, Tech Museum of Innovation) El 3D For All Ltd (hoy su sucesor Leonar3Do International Ltd.) Proyecto de Leonar3Do entró entre los 5 mejores inventos del mundo en la categoría de "educación", en este evento concursaron 58 países con 329 grupos. Ha sido el primer equipo húngaro que ha logrado ganar el Silicon Valley es uno del más importante premio del Tech Award.
- 2009 Marzo: Premio del “Pannon Példakép Alapítvány”[19]

Diciembre: el “Magyar Rektori Konferencia” acceptopatrocinio del proyecto educativo Leona3do.
- 2010: En abril la bolsa de valores en New York Kairos Summit: Intelius International Entrepreneurship Award Archivado el 3 de marzo de 2016 en Wayback Machine.. El único equipo extranjero que entré en el evento de negocio y tecnología de Silicon Valley en Palo Alto 24 de mayo de 2010 al Churchill Club Panel on Young Entrepreneurs.

Noviembre: recibió el premio de  “Kemény János” del “Neumann János Számítógép-tudományi társaság”
- 2011 Febrero: La revista Blikk – le nombró persona del año y le entregó el premio de – „A Jövő Reménysége díj” (esperanza para el futuro)

Diciembre: Premio de "Magyar Örökség" (Herencia Húngara)
- 2012: La empresa de Vanquard Marketing  leentrego el premio en Las Vegas  (Consumer Electronics Show Archivado el 6 de julio de 2007 en Wayback Machine.), como el „Best of CES 2012”[22]

En diciembre recibe en el parlamento desde "Docler Holding" el premio de nuevo generación "Gábor Dénes"